# Mahlgang

1 Aufschütttrichter (oder Trimmel)
2 Rüttelschuh (oder Rührtrog)
3 Speiseregulierung
4 Speiseschieber (oder Auslaufloch)
5 Drei- oder Vierschlag
6 Rütteleisen (oder Tanzmeister)
7 Läuferstein (oder Läufer)
8 Bodenstein
9 Haue (oder einfache Balancierhaue)
10 Treiber (evtl. auch Hauenring)
11 Mühleisen (oder Langeisen)
12 Stellschrauben
13 Bodensteinlagerung
14 Zarge (oder Bütte)

Ein Mahlgang ist eine der ersten Zerkleinerungsmaschinen der Menschheit. Sie ist technisch durch die Walzenmüllerei (Walzenstuhl) verdrängt worden.

## Bauweise
Die ursprüngliche Form besteht aus zwei Mühlsteinen, die das Mahlgut zerkleinern. Dabei liegt der untere Stein, der Bodenstein, fest, während sich der oben liegende, der Läufer oder Läuferstein, durch die Steinspindel über ein Mühleisen angetrieben, dreht. Diese beiden Steine werden durch eine sie umgebende Holzbütte eingefasst. Der Büttenabdeckplatte ist der Schütttrichter aufgesetzt, darunter der Rüttelschuh, der durch einen Drei- oder Vierschlag (auch Drei-/Vierknack) auf der Spindelachse in Abhängigkeit von der Läufersteindrehzahl zum Rütteln gebracht, so dass die entsprechende Getreidemenge aus dem Trichter durch das im oberen Stein angebrachte Mahlauge (auch: Steinauge) zugeführt wird. Dieses Rütteln des Rüttelschuhs verursacht auch das „Klappern der Mühle“. Das Mahlgut gerät zentral mit Hilfe des „Schlucks“ zwischen die Steine – eines Hohlraumes in den aufeinander liegenden Mahlsteinen, der die Mahlgutzufuhr begünstigt. Die beiden Mahlsteine schweben mit einem kleinen Spalt aufeinander. Der Spaltabstand ist über das Aufhebzeug (Hebel) oder Spindel variabel und wird kleiner als der Durchmesser des Mahlguts eingestellt. Im Idealfall berühren sich die Steine nicht. Durch die Rotationsbewegung des oberen Steins und die ihm aufgebrachte „Steinschärfe“ wird das Mahlgut zerschnitten und zerrieben (weniger zerquetscht). Es fällt außen aus dem Mühlsteinspalt heraus, wird in der die Steine umgebenden Mahlbütte gesammelt und über einen Absackstutzen abgeführt. Die Bütte dient außerdem der Einkapselung des Mahlganges, um so den entstehenden Staub und die Feuchtigkeit zurückzuhalten und gegenüber Umgebungseinflüssen zu isolieren. Weiterhin leitet die Bütte das entstehende Mahlgut in die dafür eingerichteten Absackstutzen.
Wichtig ist ein möglichst gleichmäßiger Ablauf des Mahlprozesses, von der Zuführung des Mahlguts durch die Speiseinrichtung über die gleichmäßige Rotation des Läufers bis hin zu einer guten Lüftung des Mahlgangs, um Feuchte und Wärme abzuführen. Vor allem die gleichmäßige Rotation ist bei Windmühlen die Herausforderung, steht mit dem Wind doch nur eine unregelmäßige Energie zur Verfügung.
Da beim Dinkel die Spelzen, anders als beim Weizen, mit dem Korn fest verwachsen sind, muss er vor der Vermahlung entspelzt werden. Dazu bediente man sich früher eines „Gerbgangs“. Dies ist ein Mahlgang, bei dem der Abstand zwischen den Steinen größer gewählt wurde, sodass das Korn nicht schon zerkleinert wurde.

## Steinsorten

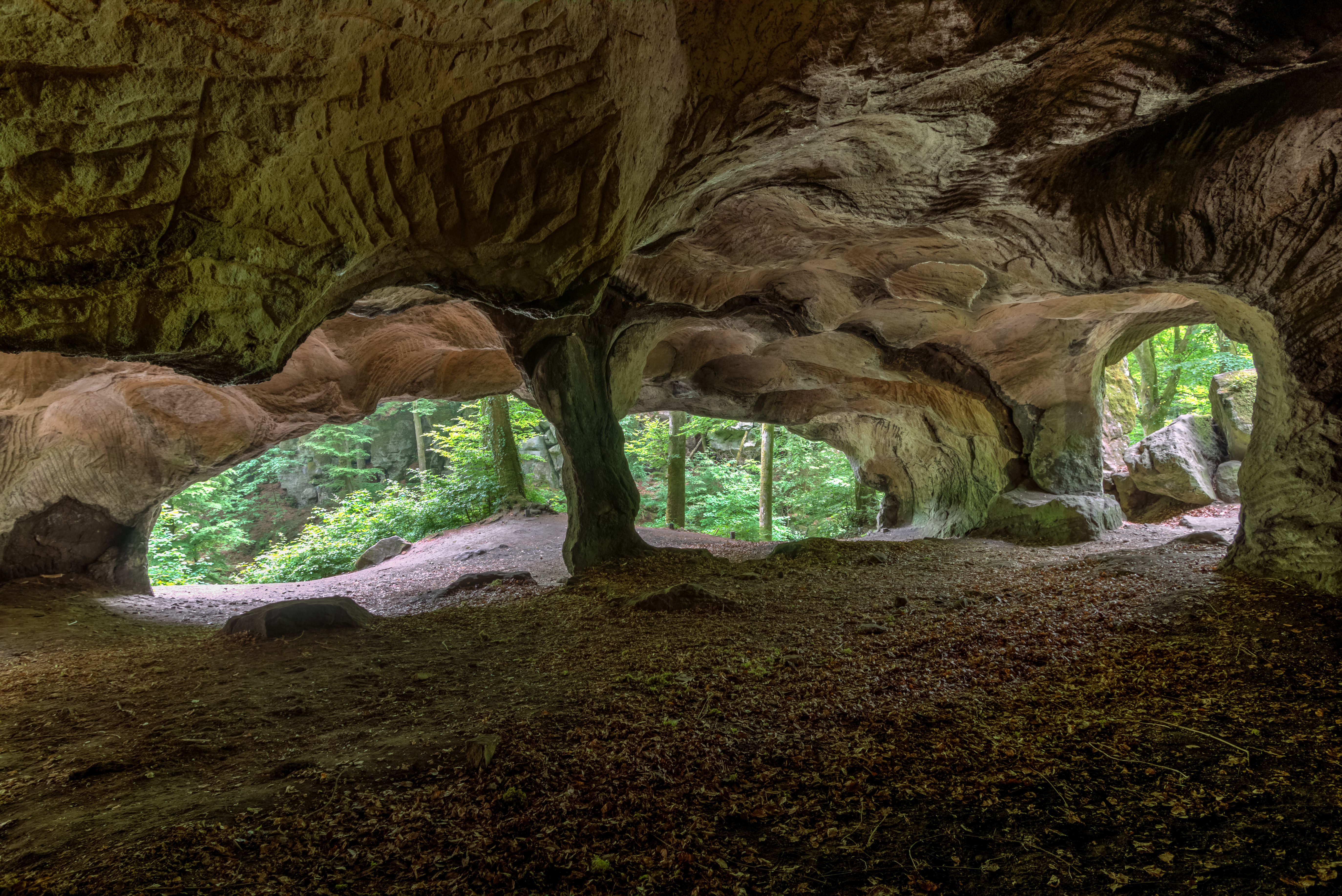
Hohllay („hohler Felsen“) bei Berdorf – die Höhle diente der Gewinnung von Mühlsteinen

Die Steine müssen gleichmäßig hart und scharf porös sein. Das erreichen sie durch die Eigenschaft, mineralisch möglichst scharfkantig zu brechen; eine Art Selbstschärfung, die Mahlfläche muss rau bleiben. Die Steine können aus mehreren Steinbrocken zusammengesetzt werden, die höheren Qualitäten sind aus einem Stück.
- Franzose: Süßwasserquarz. Höchste Qualität, Fundort meist La Ferté-sous-Jouarre, Frankreich, daher auch Champagnerstein, für höchste Mehlqualitäten eingesetzt.
- Jonsdorfer Sandstein: In den Mühlsteinbrüchen von Jonsdorf (Sachsen) wurden sehr hochwertige Mühlsteine gebrochen. Der Sandstein in dieser Gegend wurde durch vulkanischen Einfluss gehärtet (gefrittet) und zeigt ähnlich gute Mahlqualität wie die französischen Steine.
- Porphyr und Granit: Hart und sehr porös, für hohe Qualitäten.
- Blauer oder Deutscher: Poröse Basaltlava, für mittlere Qualitäten. In den Steinbrüchen im Raum Mendig und Mayen wurden seit dem Mittelalter, teils auch schon in vorgeschichtlicher und römischer Zeit Mühlsteine aus Tephritlava hergestellt.
- Sandsteine: Harte Sandsteine, niedere Qualität; wegen mehr oder weniger starkem Abrieb nur für Futterschroterei eingesetzt.
- Kunststeine: Künstlich aufgebaute Steine, ab Anfang des 20. Jahrhunderts produziert, allseitig einsetzbar.
- Mühlsandstein: Lokal vorkommender, hochwertiger feinkörniger und verkieselter Sandstein für alle Mahlarten (auch Farb-, Gips- oder Glasurmühlen und andere) aus den Mühlsteingruben bei Waldshut.
- Verrucano: Auf dem Hügel Castels in Mels, Schweiz, wurden seit der Jungsteinzeit Mühlsteine hergestellt. Ende des 19. Jh. wurden sie von deutschen Steinherren gekauft und von Deutschland bis nach Afrika exportiert.
- Nagelfluhkonglomerat wurde ebenfalls für Mühlsteine verwendet.

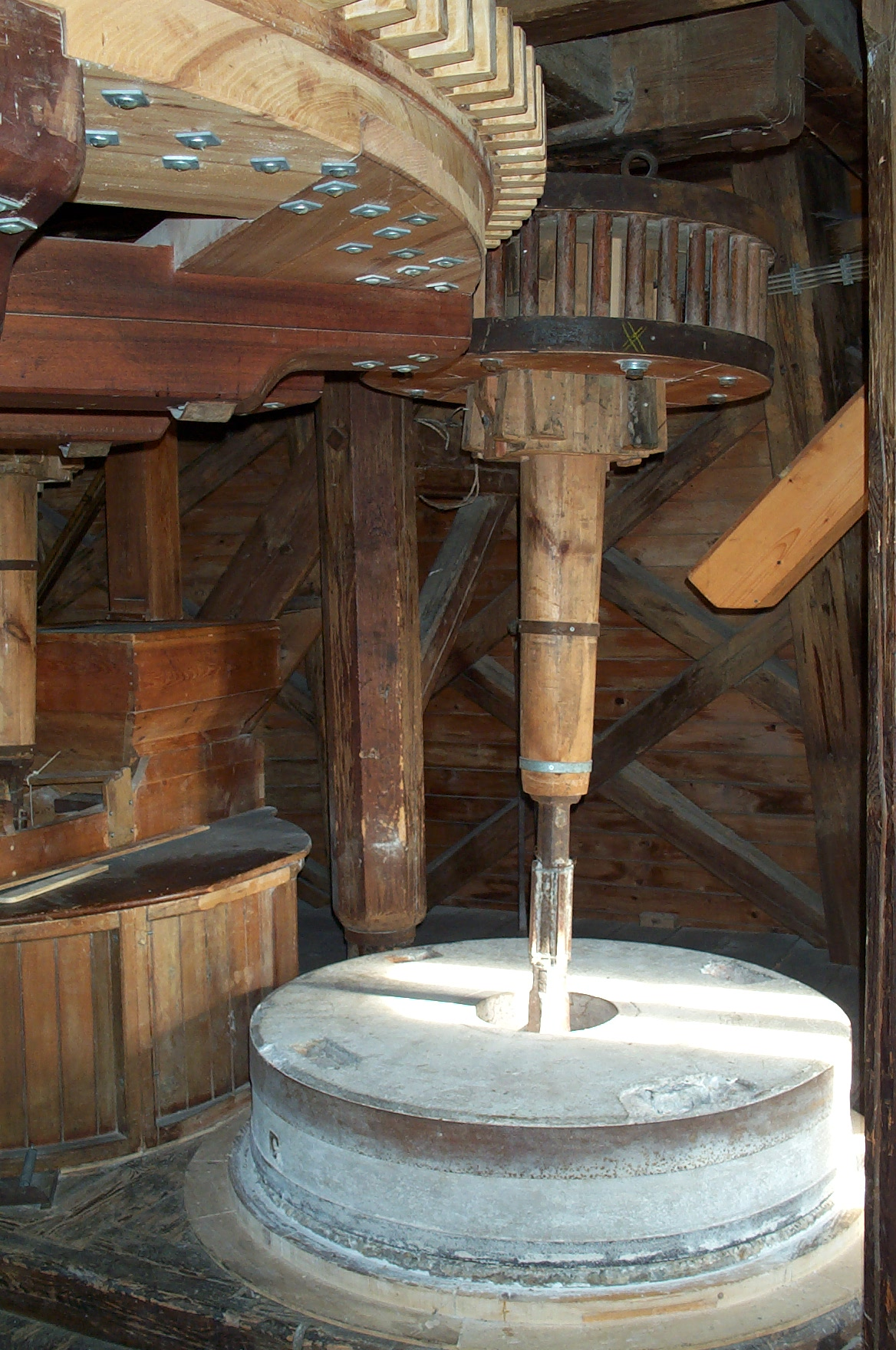
Mahlgang der Mühle Britz ohne Mahlbütte
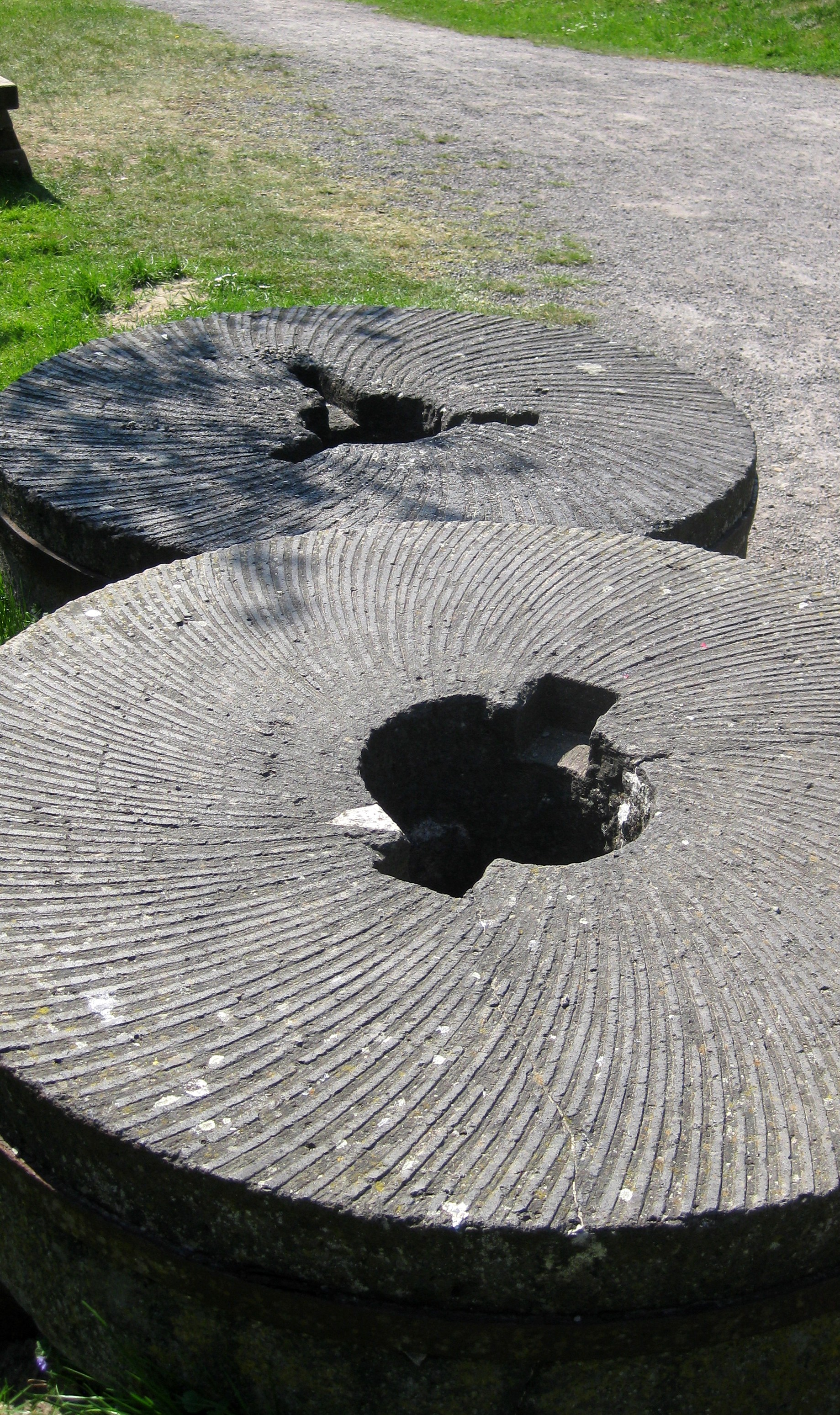
Mühlsteine der Kappenwindmühle im Museumsdorf Cloppenburg
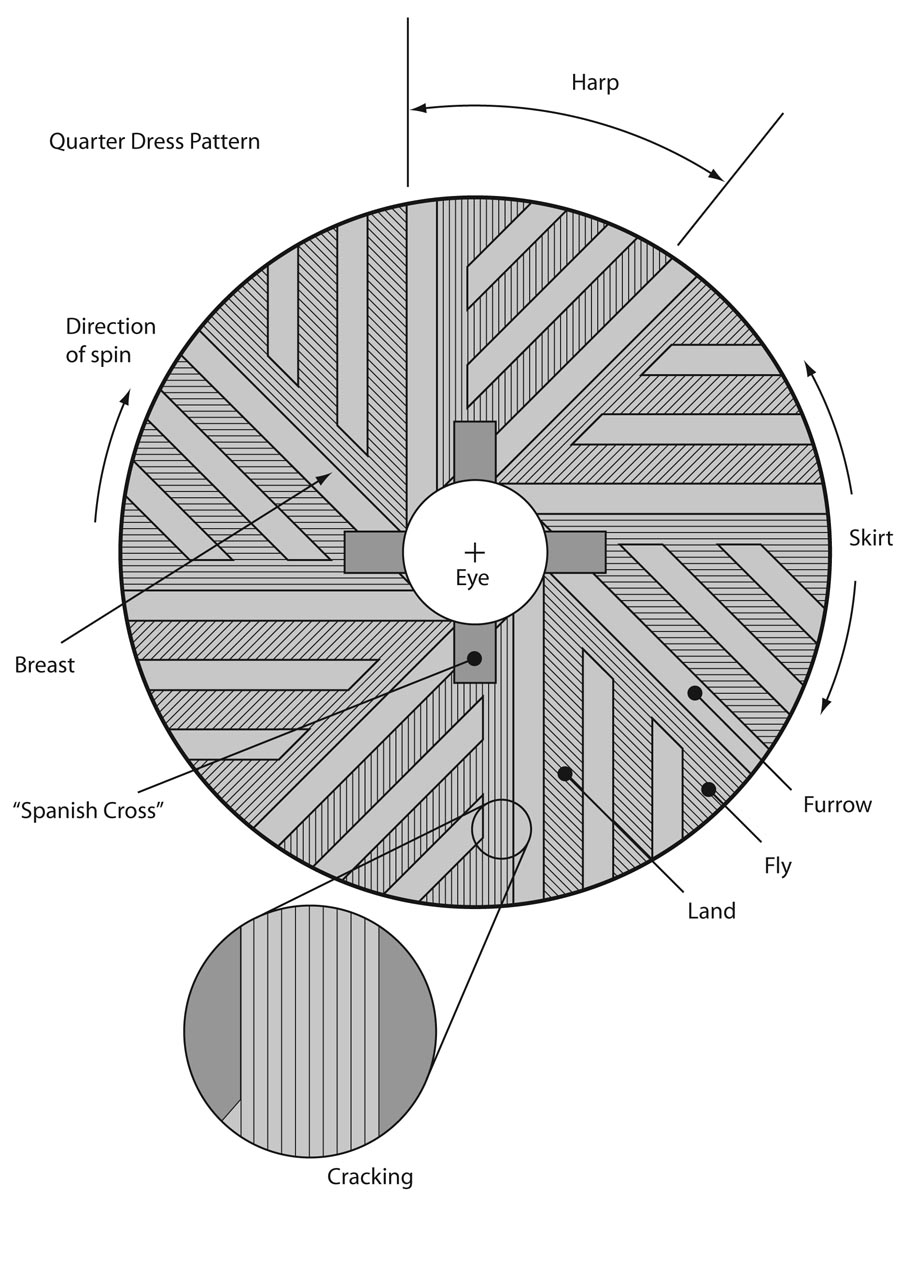
Steinschärfen eines Läufersteins